# Parasphyraenops
Parasphyraenops is een geslacht van straalvinnige vissen uit de familie van zaag- of zeebaarzen (Serranidae).

## Soorten
- Parasphyraenops atrimanus Bean, 1912
- Parasphyraenops incisus (Colin, 1978)